# Marjorietta major
Marjorietta major là một loài tò vò trong họ Ichneumonidae.